# Annemarie Eilfeld

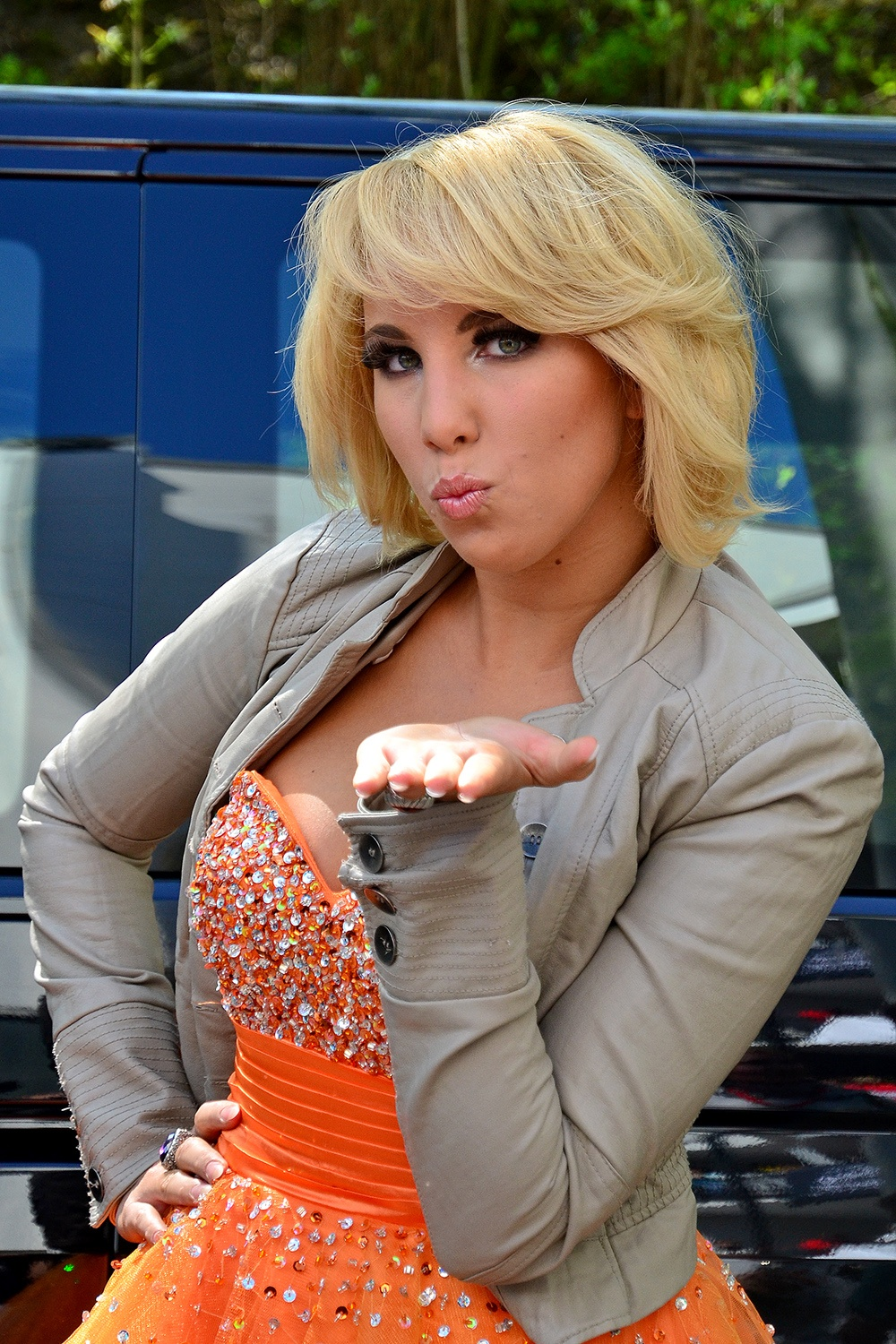
Annemarie Eilfeld beim Bild-Renntag in Gelsenkirchen (2013)

Annemarie Eilfeld (* 2. Mai 1990 in der Lutherstadt Wittenberg) ist eine deutsche Sängerin und Songwriterin, die durch die Fernsehsendung Deutschland sucht den Superstar bekannt wurde.

## Leben
Eilfeld stammt aus Dessau-Roßlau. Sie ist die Tochter einer Musiklehrerin und eines Bauunternehmers und begann mit sieben Jahren eine Ausbildung in Musik und Tanz. Als Kind nahm sie erfolgreich an verschiedenen regionalen Gesangswettbewerben teil. 2004 qualifizierte sie sich für die Endrunde der von Sat.1 ausgestrahlten Castingshow Star Search.
Im selben Jahr veröffentlichte Eilfeld unter dem Künstlernamen Anne Marie ihre erste Single C the Light bei edel music, konnte sich aber nicht in den deutschen Charts platzieren. Neben ihrer Solo-Karriere sang Annemarie Eilfeld zudem bei der Rockband SIX als Frontsängerin und trat mit dieser unter anderem im Vorprogramm von Christina Stürmer und der Bloodhound Gang auf. Außerdem stand sie mehrfach als Sängerin bei Die Hit-Giganten auf der Bühne und sang bei der Berliner Coverband Right Now.
2009 wurde Eilfeld als Kandidatin der sechsten Staffel der RTL-Castingshow Deutschland sucht den Superstar vorgestellt. Durch ihre freizügigen Auftritte, ihren Streit mit der von Dieter Bohlen geleiteten Jury und die große Unterstützung durch die Bild wurde sie einem größeren Publikum bekannt. Eilfeld schied schließlich im Halbfinale aus und belegte den dritten Platz. In den Medien wurde sie teilweise als „die derzeit wohl am meisten diskutierte Frau im deutschen Fernsehen“ bezeichnet.
Die für alle ausgeschiedenen DSDS-Kandidaten übliche dreimonatige Veröffentlichungssperre überbrückte Eilfeld mit Konzerten auf Stadt- und Sommerfesten, als Gaststar bei Veranstaltungen wie zum Beispiel Modenschauen oder als Radio-Reporterin bei The Dome. Nebenbei vermarktete sie mit ihrer 2008 gegründeten Band LaMie Lieder per Internet-Download über das Download-Portal audiomagnet. Zudem modelte sie erstmals im Ottokatalog für Modefotos im Winterkatalog.
Im August und September 2009 wurden die mit ihr in einer Nebenrolle gedrehten Folgen der RTL-Daily-Soap Gute Zeiten, schlechte Zeiten ausgestrahlt. Dort spielte sie eine Sängerin, die es in eine Girlgroup geschafft hat.

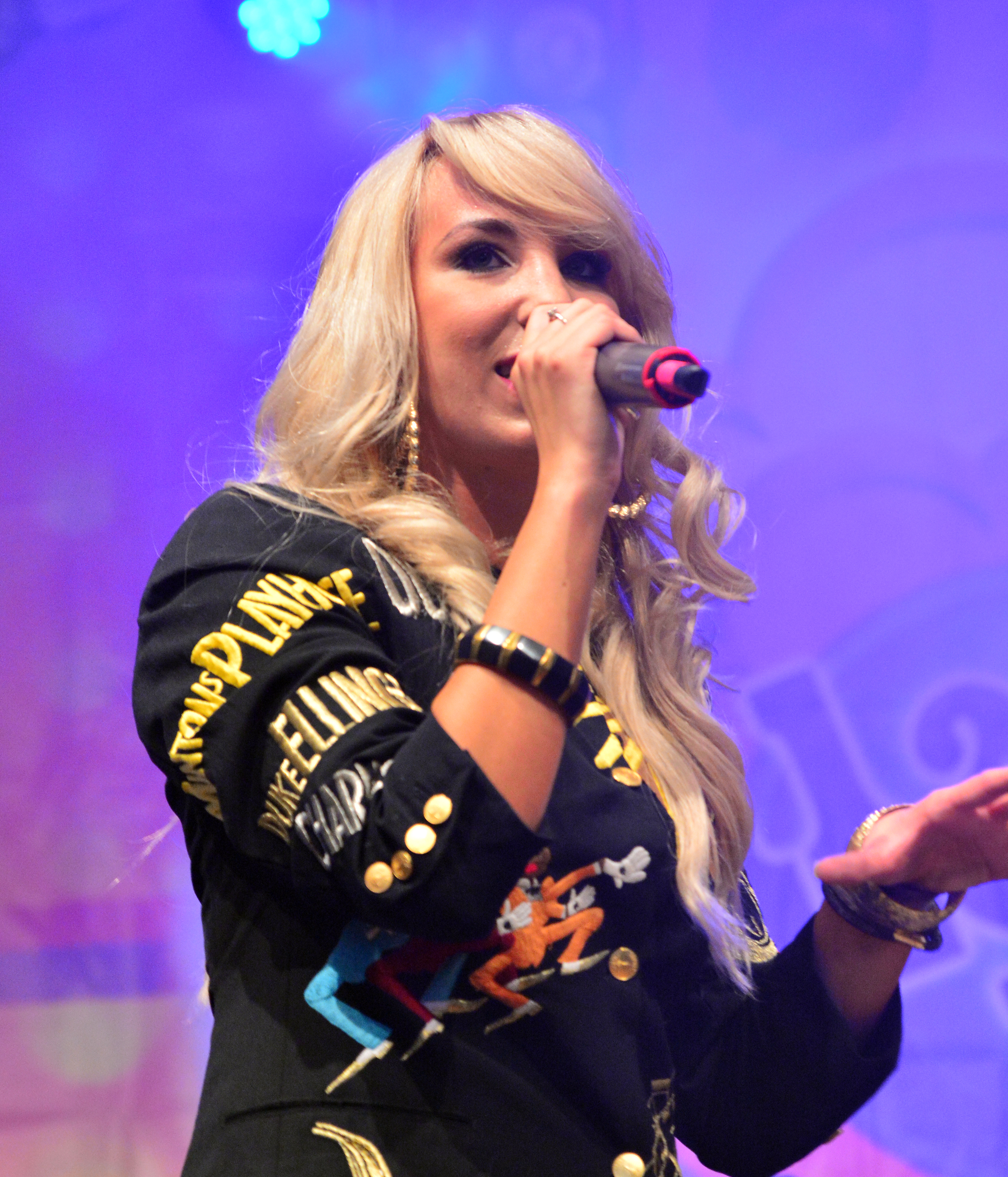
Eilfeld beim Schlagermove in Hamburg (2015)

Am 1. September 2009 unterschrieb Eilfeld einen Künstlermanagementvertrag bei Artist Advice und wurde von George Glueck produziert.
Am 14. Mai 2010 erschien Eilfelds zweite Single Animal Instinct, die sie unter ihrem neuen Künstlernamen Annemie veröffentlicht hat. Am 21. April 2010 wurde das Video zur Single exklusiv auf dem Musikvideo Portal tape.tv veröffentlicht. Animal Instinct ist der offizielle Song zum 18-jährigen Jubiläum von Gute Zeiten, schlechte Zeiten.
Am 16. Mai 2010 trat Eilfeld mit dem Titel erstmals im ZDF-Fernsehgarten auf. Am 28. Mai 2010 stieg Animal Instinct auf Platz 22 der Singlecharts ein, konnte sich jedoch in der zweiten Woche nicht mehr in den Top-50 halten. Wenige Monate später, am 1. September 2010, beendete Eilfeld die Zusammenarbeit mit Artist Advice und X-Cell Records und legte damit auch den Künstlernamen „Annemie“ ab. Daraufhin unterschrieb sie einen auf drei Alben ausgelegten Plattenvertrag bei Kristina Bach, die sie zuvor bei den Dreharbeiten zur Sendung Das perfekte Promi-Dinner bei VOX kennengelernt hatte, und kündigte an, nur noch deutsche Lieder zu veröffentlichen.
Am 10. Juni 2011 erschien Eilfelds erste deutschsprachige Single Seele unter Eis, die es in die Top-100 der deutschen Charts schaffte. Seit 2011 moderiert sie im Radio (Radio Paloma, Radio B2). Am 28. Oktober 2011 erschien ihr erstes deutschsprachiges Album Großstadtprinzessin. Im Dezember 2011 wurde ihr für das Album der smago! Award von Jürgen Drews überreicht. Anfang Juni 2012 wurde der Plattenvertrag vorzeitig aufgelöst.
Ende 2012 wurde Eilfeld von Palm Records/Sony Music als Sängerin, Produzentin und Songschreiberin unter Vertrag genommen. Als erste Single wurde Santa Klaus vergiss mich nicht veröffentlicht.
2013 erschien mit Barfuß durch Berlin Eilfelds erstes selbstgeschriebenes und von ihr auch co-produziertes Album. Für den Song Es geht vorbei in der Kategorie „erfolgreichste Coverversion des Jahres 2013“ wurde ihr ein weiterer smago! Award verliehen. Der Titel wurde von Alexander Lysjakow und Jörg Wartmann produziert. Im November 2014 erhielt sie den 3. smago! Award als „Beste Live-Sängerin“. Ihr drittes Studioalbum Neonlicht erschien 2015. 2016 folgte die gleichnamige Remix-Edition.
Neben ihren eigenen Produktionen ist Eilfeld als Textschreiberin für Künstler aus dem Schlagerbereich aktiv.
Im Winter 2015 verkörperte Eilfeld die Rolle des Engels im Musical Vom Geist der Weihnacht. 2016 wurde sie für die Rolle erneut engagiert.
2017 wechselte Eilfeld von ihrem Plattenlabel Telamo zu Megamix, wo im April als erste Veröffentlichung eine Coverversion des Jürgen-Marcus-Hits Ein Festival der Liebe erschien.
2017 trat Eilfeld erstmals als Veranstalterin auf und rief das Open-Air-Festival 90er Olymp in Berlin ins Leben, den sie selbst auch moderiert. Seit 2018 veranstaltet sie das Schlagerburg-Festival auf der Wasserburg in Roßlau.
Eilfeld ist Patin der Kinderstadt Dessopolis, aktives Mitglied der DKMS (Deutsche Knochenmarkspenderdatei) und unterstützt aktiv als Schutzengel den Mukoviszidose Selbsthilfeverein Sachsen-Anhalt.
Im Dezember 2017 nahm Eilfeld an dem Projekt Schlagerstars für Kinder teil und sang mit der Gruppe den Weihnachtstitel Auf einmal (Weihnachtsschlager) ein. Der Schlager wurde im Dezember 2017 veröffentlicht, die Einnahmen kamen Kindern in Not zugute. Der Song wurde 2018 erneut veröffentlicht.

Im September 2020 unterzeichnete Eilfeld als Autorin einen Vertrag mit dem Lucile Meisel Musikverlag und ist als Songwriterin für andere Künstler tätig. Seit 25. April 2021 moderiert sie sonntags bei Radio Schlagerparadies eine eigene Livesendung Schlagerherzen. 

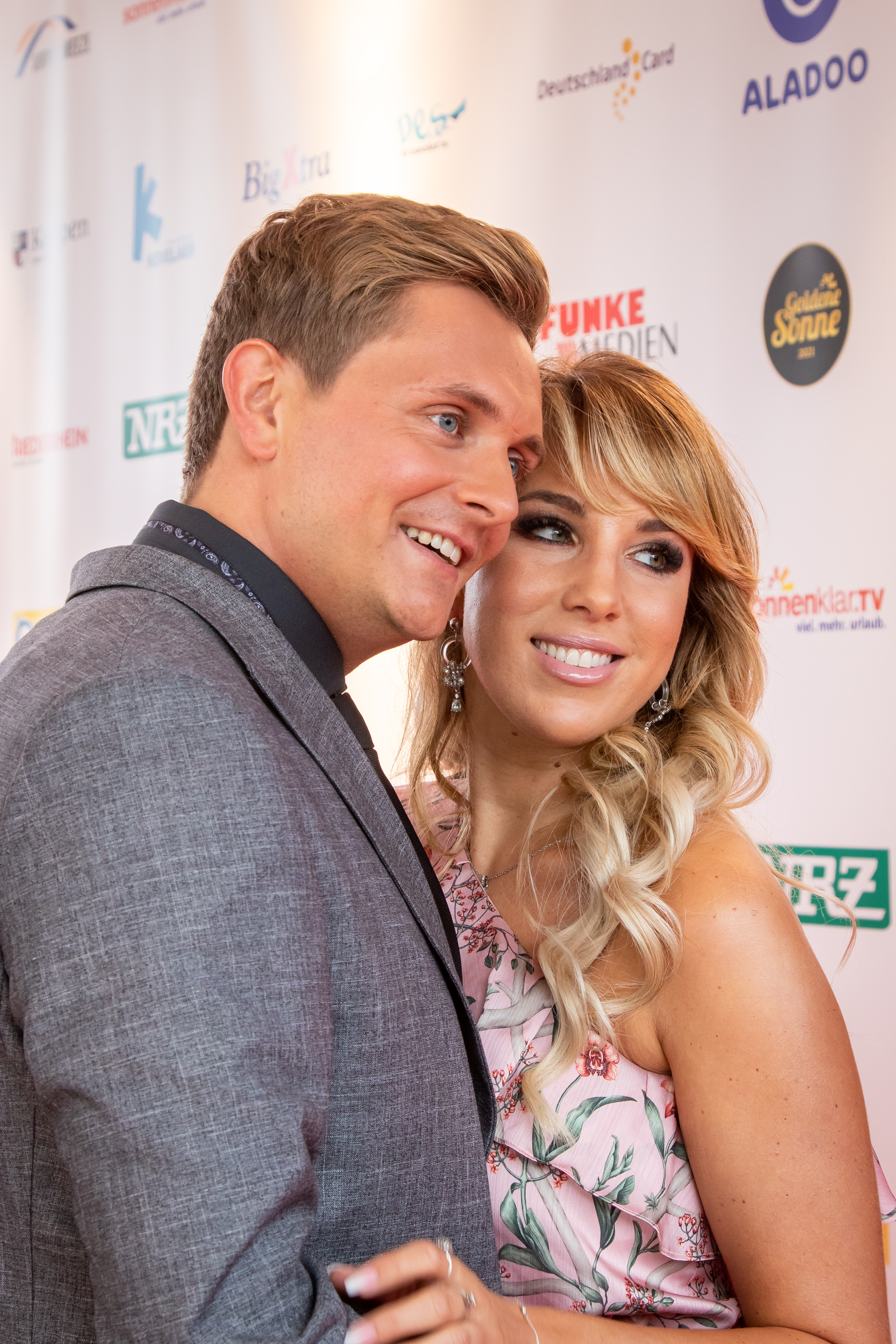
Eilfeld und Tim Sandt (2021)

Eilfeld war zwischen 2014 und 2015 etwa eineinhalb Jahre mit dem Boxer Tom Schwarz liiert. Im November 2015 gab sie ihre Trennung bekannt. Seit April 2017 ist sie mit Tim Sandt liiert, mit dem sie im Juni 2020 gemeinsam an der Reality-Show Das Sommerhaus der Stars – Kampf der Promipaare teilnahm. Im August 2022 kam der gemeinsame Sohn zur Welt.

## Diskografie

### Studioalben
| Jahr | Titel                | Höchstplatzierung, Gesamtwochen, AuszeichnungChartsChartplatzierungen (Jahr, Titel, Platzierungen, Wochen, Auszeichnungen, Anmerkungen) | Anmerkungen                            |
| Jahr | Titel                | DE | Anmerkungen                            |
| ---- | -------------------- | --- | -------------------------------------- |
| 2011 | Großstadtprinzessin  | — | Erstveröffentlichung: 28. Oktober 2011 |
| 2013 | Barfuss durch Berlin | — | Erstveröffentlichung: 12. Mai 2013     |
| 2015 | Neonlicht            | DE71 (2 Wo.)DE | Erstveröffentlichung: 5. Juni 2015     |

### Kompilationen
- 2017: Hoch hinaus - Das Beste
- 2020: Wahre Träumer

### Remixalben
- 2016: Neonlicht (Remix Edition)

### Singles
| Jahr | Titel Album                         | Höchstplatzierung, Gesamtwochen, AuszeichnungChartplatzierungen (Jahr, Titel, Album, Platzierungen, Wochen, Auszeichnungen, Anmerkungen) | Höchstplatzierung, Gesamtwochen, AuszeichnungChartplatzierungen (Jahr, Titel, Album, Platzierungen, Wochen, Auszeichnungen, Anmerkungen) | Anmerkungen                                    |
| Jahr | Titel Album                         | DE | AT | Anmerkungen                                    |
| ---- | ----------------------------------- | --- | --- | ---------------------------------------------- |
| 2010 | Animal Instinct –                   | DE22 (3 Wo.)DE | AT74 (1 Wo.)AT | Erstveröffentlichung: 11. Mai 2010 als Annemie |
| 2011 | Seele unter Eis Großstadtprinzessin | DE67 (1 Wo.)DE | — | Erstveröffentlichung: 10. Juni 2011            |

Weitere Singles
- 2004: C the Light (als Anne Marie)
- 2012: Santa Klaus vergiss mich nicht
- 2013: Es geht vorbei (Deutsche Version von Try)
- 2014: Er steht im Tor
- 2014: Barfuss durch Berlin (Großstadt Mix)
- 2014: Heisser als Fieber
- 2014: Wir sind Helden
- 2015: Verloren, Vergessen, Vergeben (Remix)
- 2015: Verliebt in das Leben
- 2015: Neonlicht
- 2015: Komm mach die Augen zu! (FloorEnce Remix)
- 2016: Dein Herz ist eine Geisterstadt
- 2016: Keine Panik
- 2017: Ein Festival der Liebe
- 2017: Hoch hinaus
- 2017: Einen Tag Sommer
- 2017: Auf einmal (Weihnachtsschlager) (als Teil von Auf einmal (Weihnachtsschlager))
- 2018: Das kann nur Liebe sein
- 2018: Er steht im Tor (Neuauflage)
- 2018: Tanz der Moleküle
- 2018: Wenn du gehst
- 2019: Ich feier Dich
- 2020: Zwitschern (Maiki feat. Annemarie Eilfeld)
- 2020: Wahre Träumer
- 2020: Hör nicht auf zu tanzen
- 2021: Weit, weit, weg (Sabrina Berger & Annemarie Eilfeld)
- 2021: Adieu St. Tropez
- 2022: Himmel + Hölle
- 2022: Was ist schon normal (feat. Daniel Hahn)
- 2022: Flieg mit mir
- 2022: Das Schönste an der Weihnachtszeit
- 2023: So lang gewartet
- 2023: Nur eine Sekunde
- 2024: Was ist das für ein Gefühl

## Filmografie
- 2009: Gute Zeiten, schlechte Zeiten (29 Episoden; 4296–4325)
- 2010: Das perfekte Promi-Dinner
- 2010: Alarm für Cobra 11 – Die Autobahnpolizei (Folge 15x01 Kopfgeld auf Kim Krüger)
- 2014: Promi Shopping Queen
- 2016: taff (Wochenserie: Promi-Heilfasten)
- 2018: Das Musikschiff – Stars auf einer Welle[34]
- 2020: Kampf der Realitystars – Schiffbruch am Traumstrand
- 2020: Das Sommerhaus der Stars – Kampf der Promipaare

## Auszeichnungen
- Ballermann-Award
  - 2016
- smago! Award
  - 2011: in der Kategorie „Newcomerin des Jahres“
  - 2013: in der Kategorie „Erfolgreichste Cover-Version des Jahres“ (Es geht vorbei)
  - 2014: in der Kategorie „Beste Live-Sängerin“